# フェルディナン・フィリップ (オルレアン公)
フェルディナン・フィリップ・ドルレアン（フランス語: Ferdinand Philippe d'Orléans, 1810年9月3日 - 1842年7月13日）は、7月王政のフランス国王ルイ・フィリップの第1王子、オルレアン公。

## 生涯
亡命中だったオルレアン家当主ルイ・フィリップ1世の長男としてシチリアのパレルモで生まれた。母マリー・アメリーはシチリア国王フェルディナンド3世（後の両シチリア国王フェルディナンド1世）の王女で、1809年にルイ・フィリップと結婚していた。
誕生時にシャルトル公の称号を授けられたが、父のフランス王即位によりオルレアン公の称号を継承した。
メクレンブルク＝シュヴェリーン公子フリードリヒの娘ヘレーネ・ルイーゼ・エリーザベト（エレーヌ）と結婚し、2子をもうけた。
- フィリップ（1838年 - 1894年） - パリ伯
- ロベール（1840年 - 1910年） - シャルトル公

父王在位中の1842年、馬車の事故により32歳で死去した。

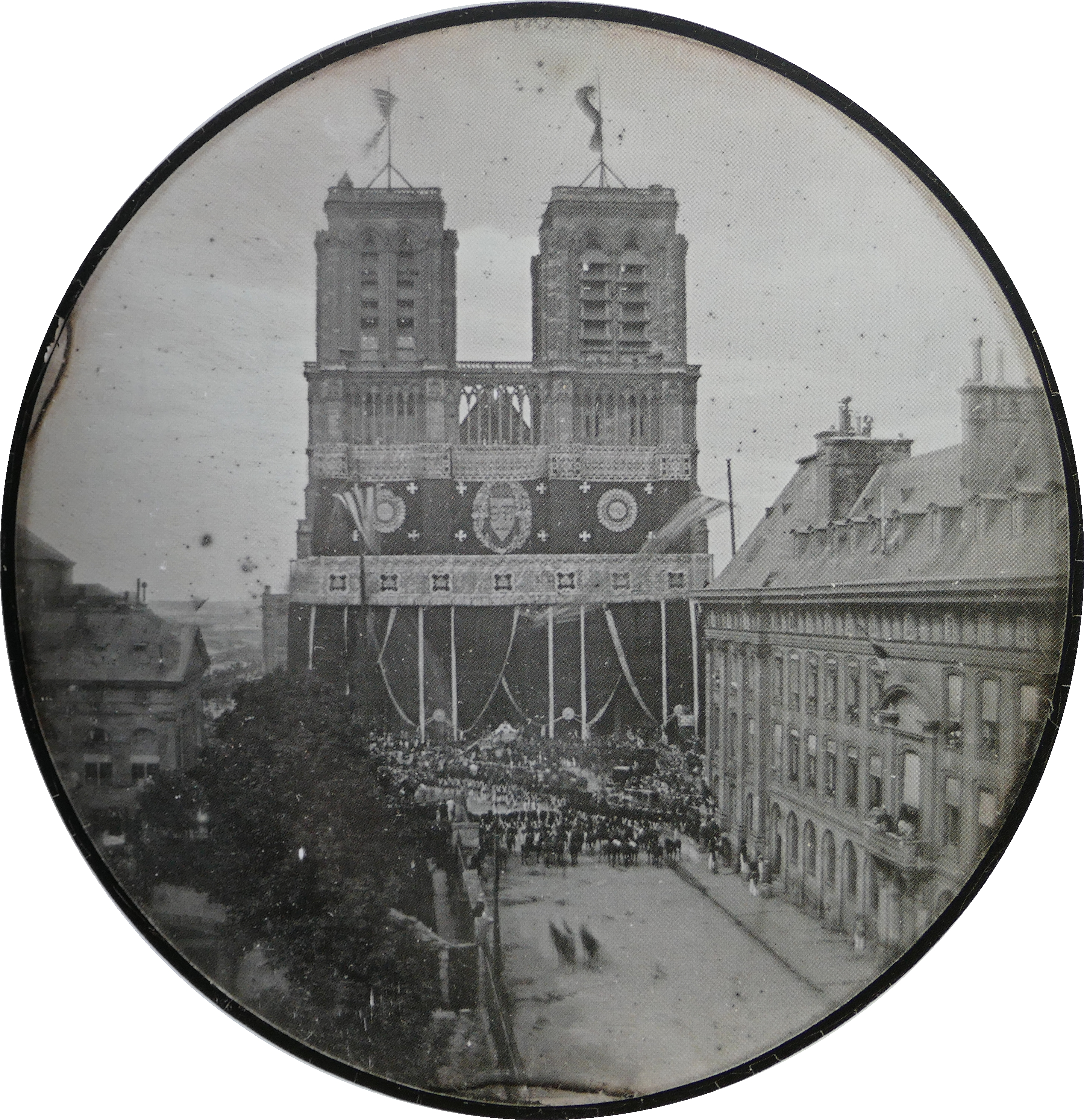
ダゲレオタイプによる葬儀の写真